# Johannes der Täufer (Dolní Žďár)

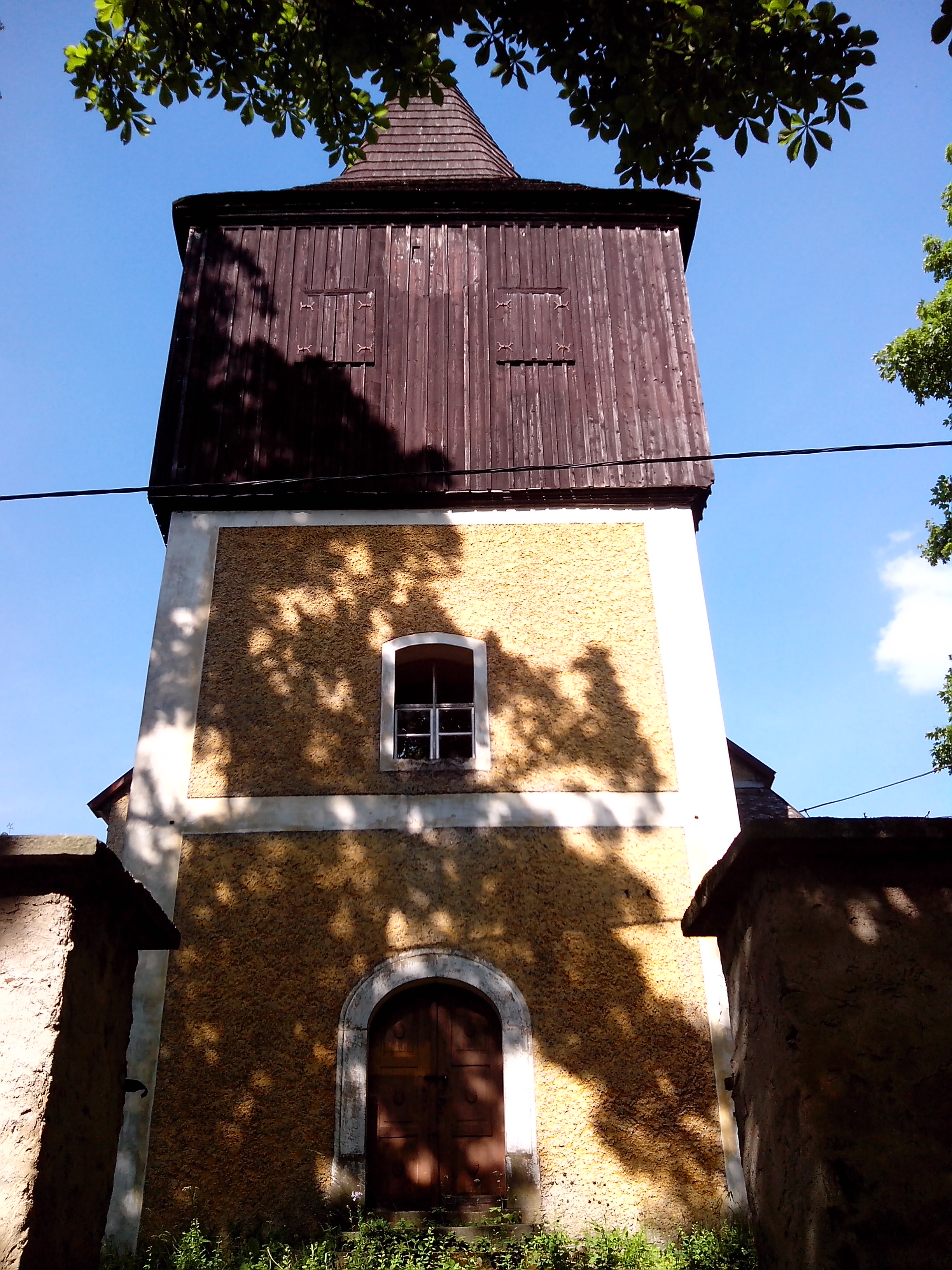
Johannes der Täufer Dolní Žďár

St. Johannes der Täufer ist die römisch-katholische Kirche im Ortsteil Dolní Žďár (Nieder-Soor) der Gemeinde Hajnice (Haindorf) in Tschechien.

## Geschichte
Die erste hier erbaute Holzkirche stammt aus der Zeit der hochmittelalterlichen Ostsiedlungen. Sie war zeitweilig Filiale von Altenbuch, hatte aber auch eigene Seelsorger, von denen im 14. Jahrhundert vier bekannt sind. Im Jahr 1855 wurde unter der Kalkschicht eine Inschrift von 1602 entdeckt, in der die Pfarrer Albinus (Weiß) senior und junior erwähnt sind. Vermutlich wurde die Kirche in diesem Jahr errichtet.

## Bauwerk
Die kleine Kirche hat einen gegen Westen ans Kirchenschiff angebauten quadratischen Turm mit drei Geschossen, dessen oberes Geschoss aus Holz besteht und mit einem Knickhelm überdacht ist. 
Die kleinen Fenster liegen wegen der Seitenemporen knapp unter der Dachtraufe. Das hohe Dach endet über dem Chor mit einem barocken Dachreiter. Deutsche Matriken sind seit 1784 überliefert.